# J. B. Pritzker
Jay Robert Pritzker, detto J. B. (Atherton, 19 gennaio 1965), è un politico e imprenditore statunitense, 43º governatore dell'Illinois a partire dal 14 gennaio 2019. La sua famiglia, che possiede la catena alberghiera mondiale Hyatt, è considerata tra le più ricche degli Stati Uniti. Socio amministratore del Gruppo Pritzker con sede a Chicago, ha – secondo Forbes – un patrimonio netto personale stimato di 3,6 miliardi di dollari statunitensi.

## Biografia

### Infanzia e studi
Pritzker nasce ad Atherton, in California, da una famiglia di origini ebraiche. Ha due fratelli più grandi: Penny, segretario al commercio nell'amministrazione Obama, e Anthony. Da adolescente frequenta la Milton Academy nel Massachusetts, per poi laurearsi all'università Duke in scienze politiche. Si laurea poi in giurisprudenza alla Northwestern University, grazie alla quale esercita la professione di avvocato.

### Carriera
Pritzker è stato presidente di "ChicagoNEXT", il Consiglio per l'innovazione e la tecnologia del sindaco di Chicago Rahm Emanuel, e ha fondato anche "1871", un incubatore di start-up digitali senza scopo di lucro. Ha svolto un ruolo importante nella creazione dell'Illinois Venture Capital Association e del Chicagoland Entrepreneurial Center. Ha anche co-fondato Chicago Ventures e finanziato la start-up di Techstars Chicago e Built in Chicago.
Con suo fratello Tony, Pritzker ha co-fondato Pritzker Group Private Capital, che possiede e gestisce società di mercato medio. Il gruppo comprende una famiglia in crescita di aziende, tra cui il leader del noleggio di pallet, PECO Pallet, e il produttore di dispositivi medici Clinical Innovations. Nel 2008, la Camera di Commercio di Chicago ha conferito a Pritzker il suo Entrepreneurial Champion Award per i suoi sforzi nel promuovere lo sviluppo economico e la creazione di posti di lavoro.

### Governatore dell'Illinois
Nel 2018 è diventato il candidato democratico alla carica di governatore dell'Illinois contro il repubblicano uscente Bruce Rauner, che alle elezioni governatoriali del 6 novembre raccoglie soltanto il 38,8% dei voti contro il 54,5 dello sfidante. Pritzker entra in carica ufficialmente il 14 gennaio 2019 e viene rieletto alle elezioni del 2022.

## Vita privata
Nel 1993 ha sposato Mary Kathryn "MK" Muenster, che aveva incontrato a Washington, quando lavorava come aiutante del senatore statunitense Tom Daschle.  È una dei tre figli di Theodore e Karen Muenster. Suo padre si candidò senza successo nel South Dakota per il Senato degli Stati Uniti nel 1990.  Vivono nel quartiere di Gold Coast di Chicago con i loro due figli.